# Стажевский, Семён

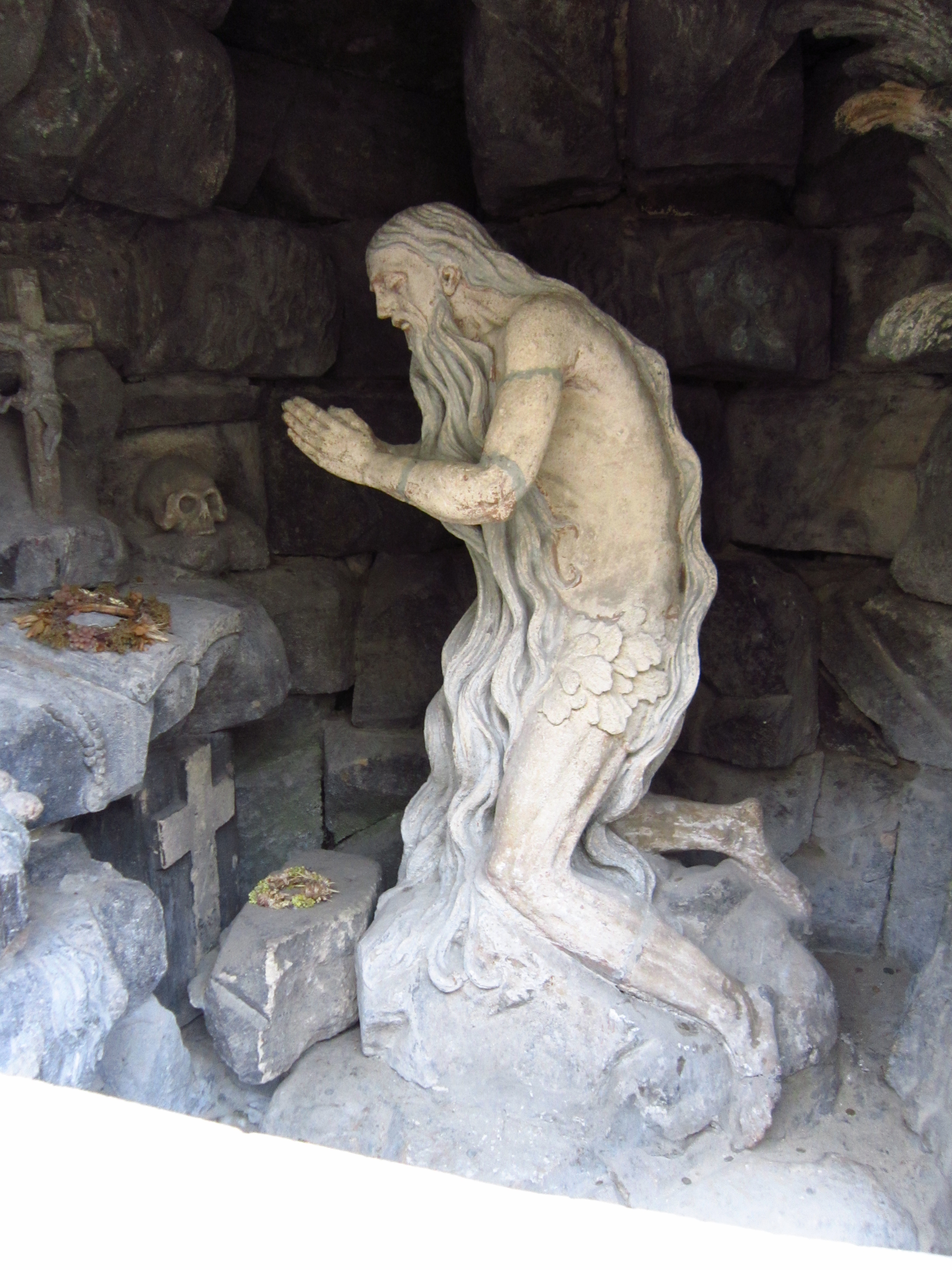
Скульптура святого Онуфрия в нише под балюстрадой входа в Собор Святого Юра во Львове

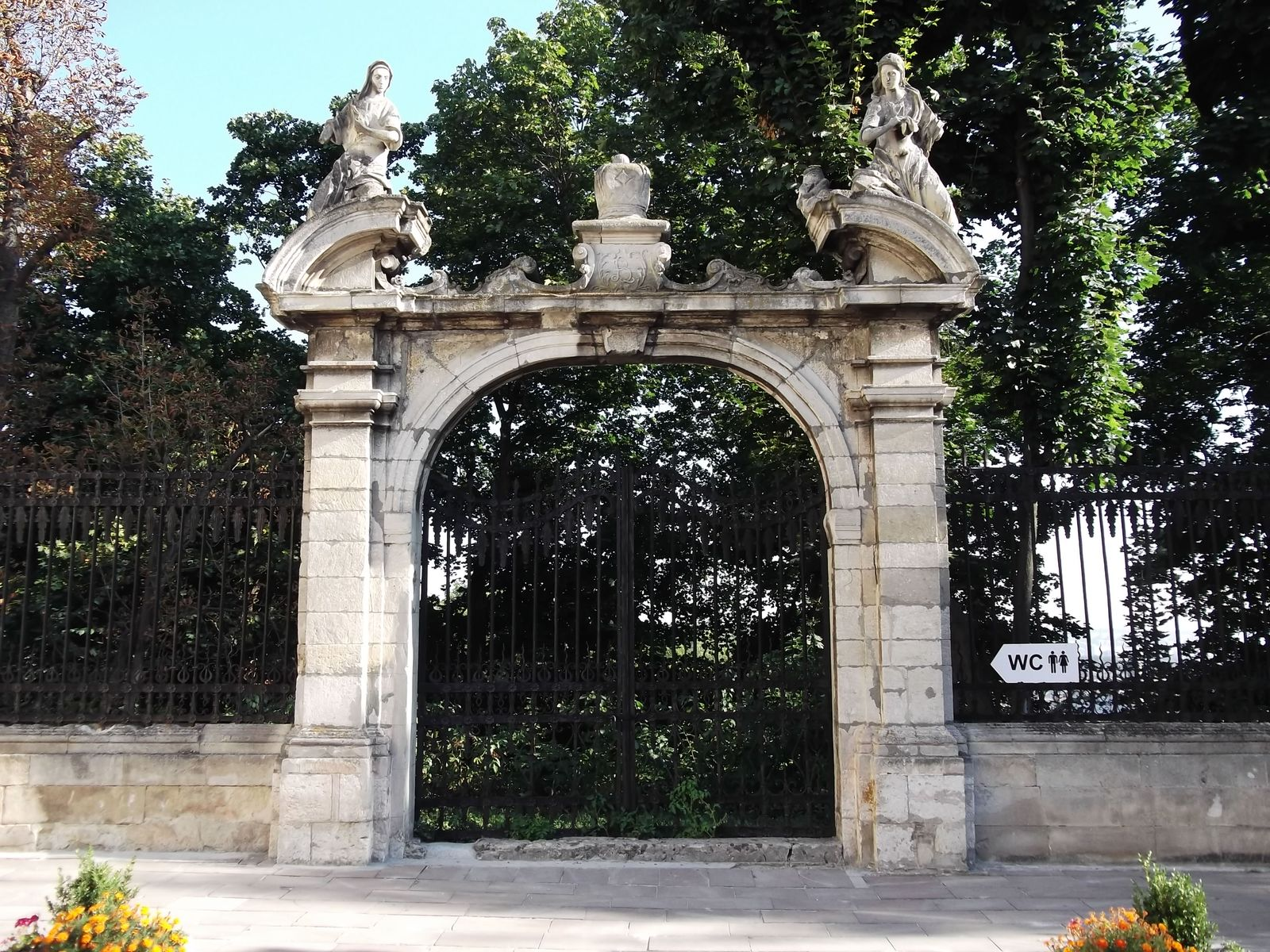
Скульптуры «Вера» и «Надежда» на воротами в сад собора Святого Юра

Семён Стажевский (Старжевский, Стажавский) (укр. Семен Стаже́вський) — украинский скульптор XVIII века.

## Биография
Годы жизни неизвестны. Участвовал в декоративном убранстве Архикафедрального собора святого Юра во Львове. В 1769—1772 годах — один из руководителей его строительства.
Автор скульптуры святого Онуфрия в нише под балюстрадой входа в собор, ряда капителей, оконных обрамлений; фигур «Вера» и «Надежда» над воротами в сад собора Святого Юра и другого.
В 1771—1772 годах работал над иконостасной колоннадой для интерьера собора.